# Outchichagami
Outchichagami /od montagnais Utchĭkägämi =people near the water; Gerard,/ ime malenog plemena koje je živjelo sjeverno od rijeke Albany, u Keewatinu, Kanada. Govorili su jednim dijalektom chippewa koji su prilično dobro razumjeli Čipeve sa sjeverne obale jezera Superior. Navode se i pod imenom Outchichagamiouetz u La Tour, Map 1779.